# Jean François Fernel

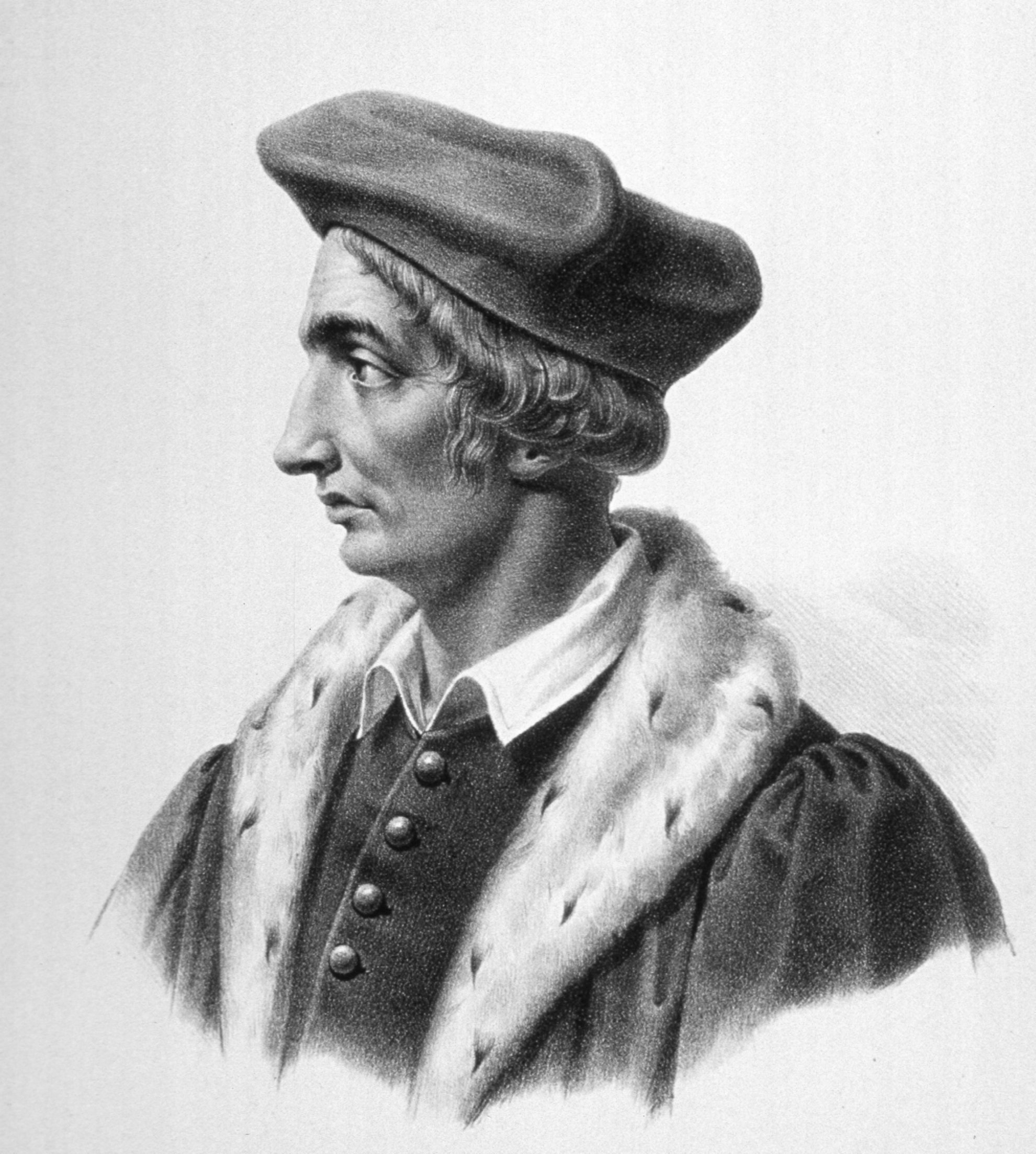
Jean Fernel

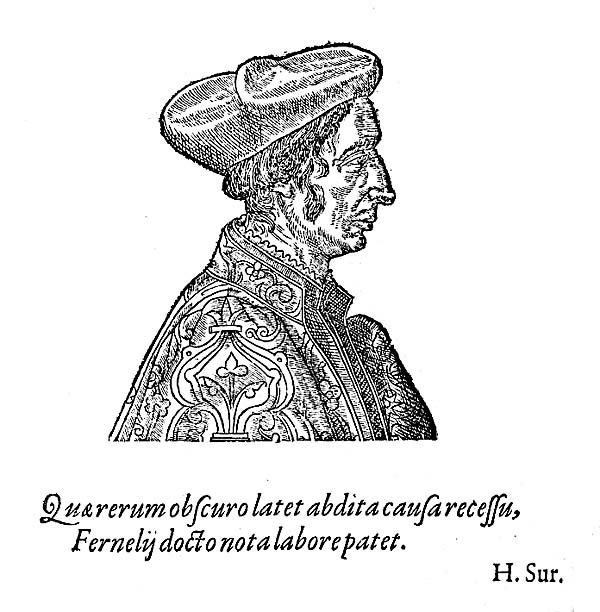
Jean Fernel

Jean François Fernel także Fernelius (ur. 1497 w Montdidier, zm. 1558 w Fontainebleau) – francuski lekarz, astronom, matematyk. Zajmował się badaniem funkcji ciała i wprowadził pojęcie fizjologia. Odkrył i opisał kanał rdzenia kręgowego.

## Życie i dzieła

Therapeutice, seu medendi ratio

Edukację rozpoczął w swojej rodzinnej miejscowości, a następnie uczył się w College Sainte-Barbe w Paryżu. Farnelius początkowo zajmował się studiami matematycznymi i astrologicznymi. Został nauczycielem w Collège des Lombards, części starego Uniwersytetu Paryskiego. Matematyce i astrologii poświęcił pracę Monalosphaerium sive astrolabii genus, generalis horaril structura et usus (1526) oraz De proportionibus (1528). W 1528 roku ukazała się Cosmotheoria, pokazująca praktyczny sposób określania stopnia południka na podstawie zliczonej liczby obrotów koła wozu którym podróżował z Paryża do Amiens.
W 1530 Fernelius otrzymał tytuł doktora Faculté de médecine de Paris czyli wydziału medycznego należącego do starego uniwersytetu paryskiego (Sorbony). Cztery lata później został profesorem medycyny. Fernelius wyszukiwał stare greckie księgi medyczne i starał się sprawdzać prawdomówność zawartych tam przepisów. Zyskał tym sławę erudyty i wybitnego lekarza, zwłaszcza gdy udało mu się wyleczyć Dianę de Poitiers i Katarzynę Medycejską. Wyleczył też króla Nawarry, Henryka II, za co otrzymał tytuł jego lekarza osobistego (pierwszego lekarza). Oprócz własnej praktyki lekarskiej Fernelius piastował także stanowisko lekarza sądowego.
Jean Goulin doliczył się 87 tytułów sygnowanych przez Ferneliusa. Pośród jego medycznych dzieł znajdują się m.in. De naturali parte medicins (1542), Universa medicina (1567) oraz Thierapeutics umversalis libri septem (1571). Zwłaszcza godna uwagi była trzytomowa Universa medicina. Pierwszy tom (7 ksiąg) poświęcono ogólnie rozumianej fizjologii, omówiono tam części ciała i ich czynności, wydzieliny (tzw. humory), ciepło wewnętrzne (temperatura ciała), itp. Drugi tom, w 3 księgach, poświęcony jest patologii. Opisuje on choroby, ich przyczyny, symptomy, puls i charakterystyczny mocz. Trzeci tom opisuje sposoby leczenia, lekarstwa, puszczanie krwi, przeczyszczenia, itp.
Fernelius zasadniczo, poza patologią, był zwolennikiem i naśladowcą Galena, stąd należy go zaliczyć do lekarzy tradycjonalistów. Z tego powodu, był poddawany dość intensywnej krytyce przez lekarzy nowoczesnych, będących zwolennikami Paracelsusa, a zwłaszcza Miguela Serveta oraz Vesaliusza. Mimo tradycyjnego pojmowania roli krwi i jej obiegu (Galen tu się mylił całkowicie) to właśnie Fernelius w 1542 roku zaobserwował skurcz komór serca oraz tego skutek, to znaczy poszerzenie tętnic wskutek wypełnienia ich krwią i duchem życia. Fernelius ma największe zasługi w reformowaniu słownictwa dotyczącego patologii. Odróżniał odczucia wywołane chorobą od obiektywnych symptomów choroby oraz wyróżniał choroby całego ciała i poszczególnych organów.
W traktacie "De abditis rerum causis" z 1548 rozróżnia choroby epidemiczne i endemiczne (lokalnie występujące), a także choroby zaraźliwe oraz powodowane przez kontakt, takie jak syfilis. Opisuje słoniowaciznę oraz wściekliznę, pomijane przez ówczesnych medyków.
W 1556 zmarła żona Ferneliusa, a dwa lata później on sam umarł na raka wątroby.
Fernelius stwierdził, że oprócz standardowych smaków istnieje jeszcze smak tłustego, jednak to twierdzenie zostało zignorowane. Dopiero w 2000 roku potwierdzono istnienie takiego smaku, dziś zwanego umami lub też smakiem glutaminianu. Dla upamiętnienia jego postaci jeden z kraterów księżyca nazwano Fernelius.